# Zenite se momci
Zenite se momci är det andra albumet av Jelena Karleuša från 1996.

## Låtlista
1. Ženite se momci
2. Hoću sa tobom
3. Tvojom ulicom
4. Moji drugovi
5. Ti si taj
6. Sad smo stranci postali
7. Sada znam
8. Mogu biti pamuk, mogu biti trn
9. A, sada idem  (Duet sa Galetom)